# 馬凡氏症候群
馬凡（MFS）或称馬方氏症候群，是一種累及全身结缔组织的常染色体显性遗传病，大多数患者有家族史，少数患者为自身突变导致，嚴重程度會因人而異。病变主要影响中胚叶的骨骼、心脏、肌肉、韧带和结缔组织，以骨骼畸形最常见。
患者通常身材高瘦，手腳、手指和腳趾修長，有蜘蛛樣指。他們往往也會有關節活動範圍過大和脊椎側彎。最嚴重的併發症會進犯心臟和主動脈，罹患二尖瓣脫垂和主動脈瘤的風險較高，其他常見的進犯部位還有肺部、眼部、骨骼和硬腦膜。
此症為顯性疾患，肇因於第15對染色體上的纖維蛋白 FBN1發生變異，其為製造小纖維蛋白的基因，導致結締組織不正常。有七成五的患者是透過父母遺傳罹病，兩成五則是源自於偶發性突變。診斷需基於根特診斷標準。
馬凡氏症候群無法治癒，但只要接受適當的治療，許多患者的壽命與一般平均壽命無異。該症候群通常使用β受體阻滯劑控制病情，像是普萘洛爾或阿替洛爾等藥物；如果患者無法耐受，則會改用鈣離子通道阻滯劑或血管張力素I型轉化酶抑制劑。建議患者避免劇烈運動，如果必要，患者可能需接受手術修復主動脈或置換瓣膜。
馬凡氏症候群患者大約在5,000到10,000人中就有一位，患病機率在世界不同地區中並無差異。此症的命名由來是一位法國小兒科醫師安東尼·馬凡，他在1896年留下了此症的第一份記敘。

## 流行病学状况
马凡氏症候群发病无性别倾向，其突变率亦无地域倾向。据估计在美国大约有60,000（占人口数0.02%）到200,000人患有此病。该病致病基因携带者有一半的机率将其传给下一代。大多数马凡氏症候群患者有家族史，但同时又有15~30%的患者是由于自身突变导致的——这种自发突变率大约是2万分之一。马凡氏症候群也是一个显性负突变（dominant negative mutation）和单倍不足（haploinsufficiency）的疾病例子。其发病与可变表现度（variable expressivity）有关，但不完全外显率（incomplete penetrance）还没有被正式确定。

## 社會及文化
研究顯示，古埃及第十八王朝法老阿肯那顿很可能是馬凡氏症候群的患者。
另一位引起公眾對馬凡氏症候群關注的是1984年洛杉磯奧運會女排銀牌得主美國隊的成員弗洛拉·海曼（Flora "Flo" Hyman），她在比賽時由於主動脈夾層剝離而突然死亡。
遺傳學家現時不再認為美國前總統阿伯拉罕·林肯患有此病，他的異常身高很大可能是由於多發性內分泌腫瘤2B型（Multiple endocrine neoplasia type 2B）引致。
近年又有身高207公分的烏克蘭婦女琉德米拉（Lyudmila Titchenkova），因為高異常高度而引起大眾對這病的關注。
NBA2014年選秀會，來自貝勒大學的奧斯汀（Isaiah Austin）在選秀會幾天前，被診斷出罹患馬凡氏症候群，而被醫生禁止參與籃球相關活動，NBA主席席爾佛（Adam Silver），為了讓奧斯汀圓夢，特別在選秀會上宣布道：「2014年選秀會的下一個選秀順位，NBA聯盟將挑選…奧斯汀！」奧斯汀經過積極治療，他已經得到醫生的許可，並尋求再次挑戰NBA的機會。

## 外部連結
- 香港馬凡氏綜合症協會 （页面存档备份，存于）